# جيمس باور
جيمس باور هو لاعب هوكي الجليد كندي، ولد في 9 فبراير 1883 في Sillery, Quebec City ‏ في كندا، وتوفي بنفس المكان في 6 أبريل 1920.